# Norra Rörums distrikt
Norra Rörums distrikt är ett distrikt i Höörs kommun och Skåne län. 
Distriktet ligger norr om Höör. 

## Tidigare administrativ tillhörighet
Distriktet inrättades 2016 och utgörs av en del av området Höörs köping omfattade till 1971, delen som före 1969 utgjorde Norra Rörums socken.
Området motsvarar den omfattning Norra Rörums församling hade vid årsskiftet 1999/2000.